# A. Le Coq
La A. Le Coq è la marca di una birra estone. 

## Storia
Il birrificio A. Le Coq è stato fondato nel 1807 a Tartu, una città situata nel sud dell'Estonia. Il fondatore originale della birreria era Antonie Le Coq, un imprenditore di origini francesi. L'azienda inizialmente si chiamava "Le Coq" (che significa "Il Gallo" in francese), e fu fondata come birrificio e distilleria, producendo principalmente birra e altre bevande alcoliche.
Le prime produzioni erano destinate principalmente al mercato locale, ma grazie alla qualità delle sue birre, l'azienda cominciò ad espandersi gradualmente. Nel corso del tempo, A. Le Coq ha ampliato la sua offerta, diventando un punto di riferimento non solo per la birra ma anche per altri prodotti, tra cui succhi di frutta e acque minerali.
Nel 1990, dopo la caduta dell'Unione Sovietica e il ripristino dell'indipendenza estone, l'azienda è stata privatizzata e ha visto importanti cambiamenti nella sua struttura aziendale. Oggi, A. Le Coq fa parte di Carlsberg Group, uno dei più grandi produttori di birra al mondo, pur mantenendo una forte identità estone.

## Tipologia di birra
La birra A. Le Coq è oggi prodotta in diversi tipi:
- A. Le Coq Pilsner: è una birra bionda, dal basso contenuto alcolico, 4,2%, e dal gusto leggero con un tenue sapore di luppolo.
- A. Le Coq Premium: anche questa è una birra bionda, con un contenuto alcolico pari a 4,7%. È una birra leggera, ma dal gusto più tondo rispetto alla precedente e con un sapore di malto e luppolo più accentuato.[2]
- A. Le Coq Premium Extra: bionda con un contenuto alcolico pari a 5% che fornisce alla birra un sapore maggiormente ricco e corposo rispetto alle precedenti.
- A. Le Coq Golden: è una birra di colore dorato, con un contenuto alcolico pari al 5,2%, con un sapore bilanciato tra dolcezza e amaro, che si ispira alle tradizionali pale ale.[3]
- A. Le Coq Strong: è una birra lager più forte, con un contenuto alcolico tra il 7-8%, caratterizzata da un gusto robusto e un contenuto alcolico superiore. È una scelta popolare per chi cerca una birra con maggiore intensità.
- A. Le Coq Porter: 6-7%Descrizione: Una birra scura, con tasso alcolico tra il 6-7%, con note di malto tostato e sapori di cioccolato e caffè. È più densa e corposa rispetto alle birre lager e molto apprezzata da chi ama le birre più strutturate.

- A. Le Coq Zero: una birra senza alcol, ideale per chi cerca il gusto della birra ma senza l'effetto dell’alcol. È una bevanda rinfrescante che mantiene il sapore della birra tradizionale, ma senza compromettere la leggerezza.